# Odo blumenauensis
Odo blumenauensis es una especie de araña del género Odo, familia Xenoctenidae. Fue descrita científicamente por Mello-Leitao en 1927.
Habita en Brasil.